# Dimityr Błagojew
Dimityr Błagojew, właśc. Dimityr Nikołow (ur. 14 czerwca 1856 w Tetowie, zm. 7 maja 1924 w Sofii) – bułgarski działacz rewolucyjny i krytyk literacki, którego prace zapoczątkowały rozpowszechnianie się marksizmu w Bułgarii.

## Życiorys

### Młodość, edukacja, działalność w Rosji
Pochodził z rodziny chłopskiej. Oddany przez ojca na naukę zawodu do warsztatu szewskiego w Stambule, rzucił to zajęcie i wstąpił do szkoły Petka Sławejkowa w dzielnicy Fanar. Mając 22 lata udał się do Rosji i ukończył w Petersburgu studia przyrodnicze oraz prawnicze. W Rosji poznał ideologię narodnicką i zwolenników marksizmu, zapoznał się z tekstami Marksa, Engelsa, Lassalle'a oraz Ławrowa. W roku 1883 założył pierwszą grupę marksistowską w tym kraju – Partię Rosyjskich Socjaldemokratów wydającą pismo „Raboczij”. Dwa lata później został aresztowany przez carską policję i deportowany do Bułgarii, gdzie również zaczął upowszechniać koncepcje socjalistyczne.

### Pionier bułgarskiego socjalizmu
Jeszcze w 1885 razem z żoną Wełą założył marksistowskie pismo „Przegląd Współczesny”, zaś wiosną 1891 z jego inicjatywy odbyło się w Tyrnowie zgromadzenie członków kół socjalistycznych, na którym wystąpił z propozycją powołania do życia partii socjaldemokratycznej. Z powodu rozbieżnych koncepcji prezentowanych przez uczestników zgromadzenia żadnych wiążących decyzji na nim nie podjęto. Błagojew współorganizował kolejny zjazd bułgarskich socjalistów, który odbył się w czerwcu 1891 na szczycie Buzłudża i który zaakceptował jego plan utworzenia Bułgarskiej Partii Socjaldemokratycznej. Ideologię partii wyłożył Błagojew w pracy Szto e socializym i ima li toj poczwa u nas? (Czym jest socjalizm i czy jest dla niego miejsce u nas?). Przekonywał w niej, że w Bułgarii trwa już rozwój systemu kapitalistycznego, co niesie za sobą określone konflikty klasowe. Ci socjaliści bułgarscy, którzy nie podzielali jego koncepcji, utworzyli w 1892 Bułgarski Związek Socjaldemokratyczny. Obydwie organizacje, współpracujące w walce z autorytarnymi rządami Stefana Stambołowa dwa lata później połączyły się w Bułgarską Robotniczą Partię Socjaldemokratyczną, przeciwko czemu Błagojew bezskutecznie protestował, uznając niedawnych konkurentów za oportunistów. Lider bułgarskich socjaldemokratów był wielokrotnie zatrzymywany i internowany przez policję.

### Przywódca komunistów bułgarskich
W 1902 w BRSP doszło do rozłamu na frakcje bardziej radykalnych i skupionych na pracy wśród robotników „ciasnych” oraz naśladujących socjaldemokratów zachodnich "szerokich". Błagojew był liderem pierwszej grupy.
Protestował przeciwko udziałowi Bułgarii w I wojnie światowej i krytykował postawę przywódców II Międzynarodówki nie protestujących przeciwko udziałowi swoich krajów w konflikcie.
W 1919 frakcja „ciasnych” ogłosiła utworzenie Bułgarskiej Partii Komunistycznej. Błagojew wszedł do jej władz, jednak był już wówczas na tyle schorowany, że nie był w stanie odgrywać pierwszoplanowej roli, która przypadła młodszym działaczom na czele z Georgim Dymitrowem.
W 1923 miał znaczący wpływ na przyjęcie przez bułgarskich komunistów stanowiska neutralnego wobec zamachu stanu, który obalił rząd Aleksandra Stambolijskiego. Nie został wybrany do komitetu wojskowo-rewolucyjnego kierującego powstaniem wrześniowym. Zmarł w 1924; jego pogrzeb stał się wielką manifestacją poparcia dla represjonowanej po powstaniu bułgarskiej lewicy, udział wzięło w nim 50 tys. osób.
Na jego cześć miasto Gorna Dżumaja otrzymało w 1950 nazwę Błagojewgrad.